# Key West n.º 70
Key West n.º 70 es un municipio rural canadiense situado en la provincia de Saskatchewan.

## Superficie
Key West n.º 70 tiene una superficie de 786,65 km².

## Demografía
En 2021, tenía 251 habitantes, una densidad poblacional de 0,3 hab./km², y 133 viviendas.